# 678 TCN
678 TCN là một năm trong lịch La Mã.